# Reichenow-Möglin
Reichenow-Möglin é um município da Alemanha, situado no distrito de Märkisch-Oderland, no estado de Brandemburgo. Tem 22,76 km² de área, e sua população em 2019 foi estimada em 552 habitantes.